# International Civil Defence Organisation
Die Internationale Zivilschutzorganisation oder Internationale Organisation für Zivilverteidigung (englisch International Civil Defence Organisation (ICDO), französisch l'Organisation Internationale de Protection Civile (OIPC), spanisch Organización Internacional de Protección Civil) ist eine 1966 gegründete Internationale Organisation mit Sitz in Genf (Schweiz). Ihre Aufgabe ist die Entwicklung eines nachhaltigen Zivilschutzes.
Derzeitiger Generalsekretär der ICDO ist Belkacem Elketroussi.

## Geschichte
Die ICDO ist aus der Association Internationale des Lieux de Genève hervorgegangen, einem im Jahr 1931 von dem französischen Chirurgen Georges Saint-Paul gegründeten Verein in Paris (Frankreich). Die Vorläuferorganisation war zunächst auf den Zivilschutz im Kriegsfall ausgerichtet. Saint-Paul wollte insbesondere zivile Zonen und offene Städte als Zufluchten der Zivilbevölkerung etablieren. Vertreter dieser Gebiete schlossen sich zunächst zur Vereinigung der Genfer Zonen zusammen, aus der 1958 die International Civil Defence Organisation hervorging.
Der Gründungsvertrag wurde aber erst am 17. Oktober 1966 in Monaco unterzeichnet und ist am 1. März 1972 in Kraft getreten.
Von 1953 an erschien ein Bulletin der Organisation. Von Ende der 1950er Jahre richtete sie regelmäßig die World Civil Defence Conference sowie weitere Fachkonferenzen zu bestimmten Teilthemen aus. Zu diesem Zeitpunkt hatte sich das Themenspektrum bereits über den Zivilschutz im Krieg hinaus auch auf Schutz und Hilfe bei Natur- und anderen Katastrophen erweitert. Die ICDO wirkte auch während des Kalten Krieges blockübergreifend. Allerdings setzten sich die Mitglieder vor allem aus blockfreien Staaten zusammen. An Konferenzen nahmen aber auch Zivilschutzorganisationen aus den blockgebundenen Staaten teil.

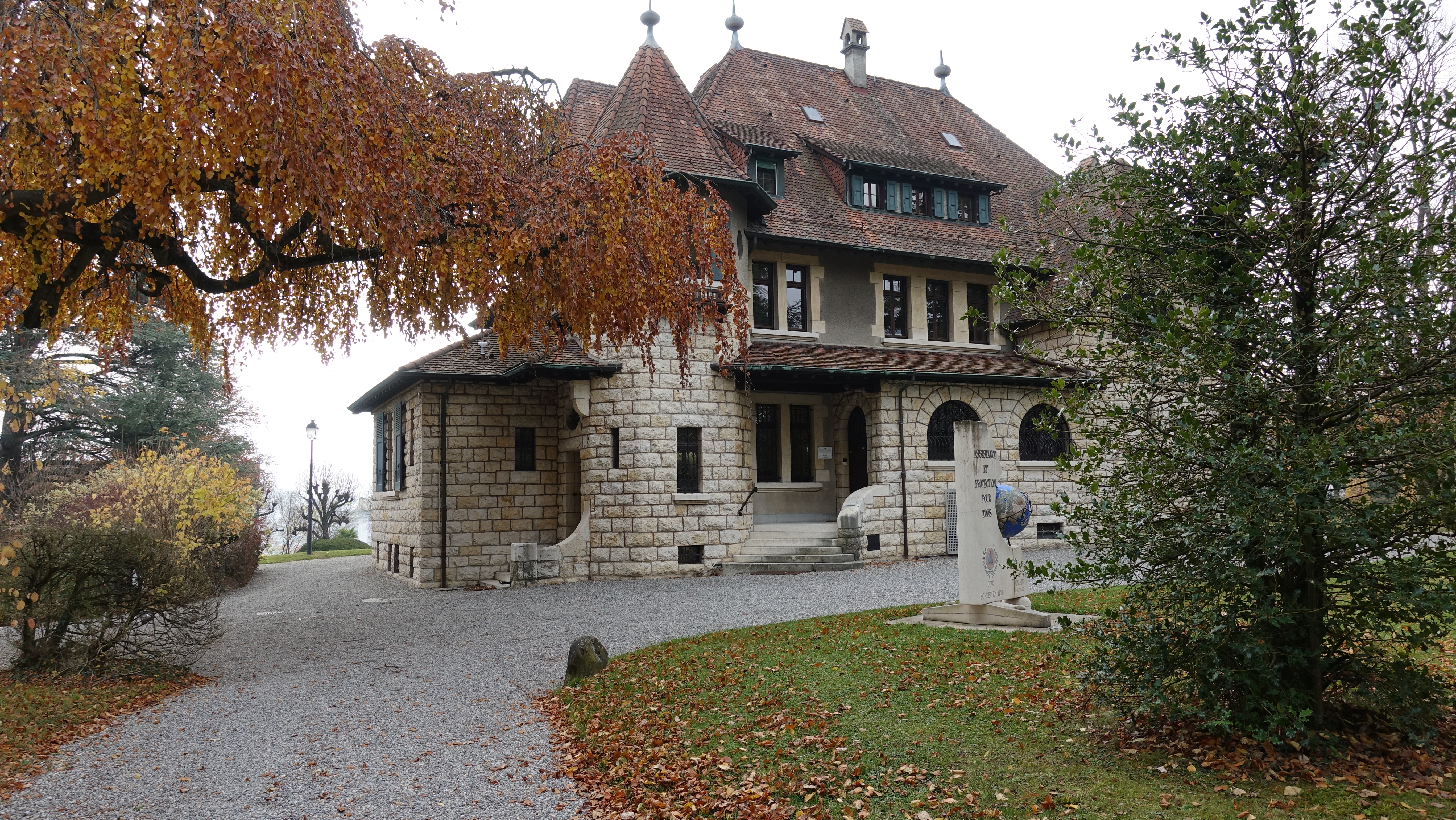
Das Büro der Internationalen Zivilschutzorganisation in Lancy, Kanton Genf

## Zweck
Zweck ist es, weltweit für eine Entwicklung und Verbesserung von Organisationen und Mitteln zum Schutz der Zivilbevölkerung vor den Konsequenzen von Naturkatastrophen in Friedenszeiten und vor den Konsequenzen des Einsatzes von Waffen in Kriegszeiten zu sorgen.
In der Praxis dient die Organisation vor allem als Plattform zum Austausch und zur Koordination zwischen Bevölkerungsschutzorganisationen aus verschiedenen Staaten.

## Mitgliedstaaten
Die Mitgliedschaft steht grundsätzlichen allen Staaten offen. Deutschland und die meisten anderen westlichen und lateinamerikanischen Staaten sind der ICDO bislang ferngeblieben.
Darüber hinaus gibt es drei weitere Möglichkeiten der Beteiligung:
- Observer Status
- Associate Member Status
- Affiliated Membership Status: Dieser Status steht Internationalen Organisationen und NGOs ebenso offen wie privaten Konzernen.

| Vollmitglieder (Full Members)                                                                | Vollmitglieder (Full Members)                                                                | Vollmitglieder (Full Members)                                                                | Vollmitglieder (Full Members) |
| -------------------------------------------------------------------------------------------- | -------------------------------------------------------------------------------------------- | -------------------------------------------------------------------------------------------- | ----------------------------- |
| Ägypten                                                                                      | 01.03.1972                                                                                   | Burkina Faso                                                                                 | 06.09.1978                    |
| Benin                                                                                        | 01.03.1972                                                                                   | Irak                                                                                         | 03.08.1979                    |
| Gabun                                                                                        | 01.03.1972                                                                                   | Marokko                                                                                      | 29.08.1980                    |
| Katar                                                                                        | 01.03.1972                                                                                   | Elfenbeinküste                                                                               | 02.04.1981                    |
| Liberia                                                                                      | 01.03.1972                                                                                   | Zentralafrikanische Republik                                                                 | 15.07.1982                    |
| Libanon                                                                                      | 01.03.1972                                                                                   | Oman                                                                                         | 20.12.1985                    |
| Mauretanien                                                                                  | 01.03.1972                                                                                   | El Salvador                                                                                  | 30.12.1985                    |
| Saudi-Arabien                                                                                | 01.03.1972                                                                                   | Kamerun                                                                                      | 17.06.1989                    |
| Syrien                                                                                       | 01.03.1972                                                                                   | Haiti                                                                                        | 30.11.1989                    |
| Zypern                                                                                       | 01.03.1972                                                                                   | Bahrain                                                                                      | 20.03.1990                    |
| Mauretanien                                                                                  | 03.04.1972                                                                                   | Volksrepublik China                                                                          | 03.09.1992                    |
| Syrien                                                                                       | 12.09.1972                                                                                   | Russland                                                                                     | 06.05.1993                    |
| Libyen                                                                                       | 27.09.1972                                                                                   | Aserbaidschan                                                                                | 03.11.1993                    |
| Philippinen                                                                                  | 13.08.1973                                                                                   | Armenien                                                                                     | 01.04.1994                    |
| Demokratische Republik Kongo                                                                 | 12.11.1973                                                                                   | Bosnien und Herzegowina                                                                      | 05.04.1994                    |
| Mali                                                                                         | 16.03.1974                                                                                   | Sudan                                                                                        | 06.04.1994                    |
| Ghana                                                                                        | 02.08.1974                                                                                   | Georgien                                                                                     | 12.01.1995                    |
| Senegal                                                                                      | 24.06.1975                                                                                   | Kasachstan                                                                                   | 15.03.1996                    |
| Pakistan                                                                                     | 08.11.1975                                                                                   | Moldau                                                                                       | 11.01.1997                    |
| Lesotho                                                                                      | 25.12.1976                                                                                   | Jemen                                                                                        | 15.10.1997                    |
| Niger                                                                                        | 03.05.1977                                                                                   | Vereinigte Arabische Emirate                                                                 | 16.05.1999                    |
| Algerien                                                                                     | 26.11.1977                                                                                   | Mongolei                                                                                     | 04.11.2002                    |
| Jordanien                                                                                    | 11.02.1978                                                                                   | Nigeria                                                                                      | 07.10.2004                    |
| Beobachter (Observer Members)                                                                |                                                                                              |                                                                                              |                               |
| Frankreich                                                                                   | 19.12.1990                                                                                   | Schweiz                                                                                      | 01.05.1997                    |
| Ruanda                                                                                       | 19.12.1990                                                                                   | Malta                                                                                        | 10.02.1998                    |
| Chile                                                                                        | 28.04.1993                                                                                   | Ukraine                                                                                      | 02.10.1998                    |
| Slowakei                                                                                     | 02.06.1994                                                                                   | Palästina                                                                                    | 29.10.1998                    |
| Südafrika                                                                                    | 19.10.1994                                                                                   | Portugal                                                                                     | 18.05.2000                    |
| Monaco                                                                                       | 29.04.1996                                                                                   | Kirgisistan                                                                                  | 14.10.2002                    |
| Mauritius                                                                                    | 26.11.1996                                                                                   | Simbabwe                                                                                     | 04.03.2004                    |
| Assoziierte Mitglieder (Affiliated Members)                                                  |                                                                                              |                                                                                              |                               |
| Council of Arab Interior Ministers (C.A.I.M.), Arabische Liga                                | Council of Arab Interior Ministers (C.A.I.M.), Arabische Liga                                | Council of Arab Interior Ministers (C.A.I.M.), Arabische Liga                                | 29.10.1998                    |
| Naif Arab University for Security Sciences (NAUSS), Saudi-Arabien                            | Naif Arab University for Security Sciences (NAUSS), Saudi-Arabien                            | Naif Arab University for Security Sciences (NAUSS), Saudi-Arabien                            | 29.10.1998                    |
| Disaster Management Training Centre, Jordan Hashemite Charity Organisation (JHCO), Jordanien | Disaster Management Training Centre, Jordan Hashemite Charity Organisation (JHCO), Jordanien | Disaster Management Training Centre, Jordan Hashemite Charity Organisation (JHCO), Jordanien | 02.11.2000                    |
| Union Nationale Française de Protection Civile (UNFPC), Frankreich                           | Union Nationale Française de Protection Civile (UNFPC), Frankreich                           | Union Nationale Française de Protection Civile (UNFPC), Frankreich                           | 02.11.2000                    |
| Conseil National de la Protection Civile (CNPC), Frankreich                                  | Conseil National de la Protection Civile (CNPC), Frankreich                                  | Conseil National de la Protection Civile (CNPC), Frankreich                                  | 02.11.2000                    |
| Corps Mondial de Secours, Frankreich                                                         | Corps Mondial de Secours, Frankreich                                                         | Corps Mondial de Secours, Frankreich                                                         | 02.11.2000                    |
| Mahafiz-E-Watan, Pakistan                                                                    | Mahafiz-E-Watan, Pakistan                                                                    | Mahafiz-E-Watan, Pakistan                                                                    | 02.11.2000                    |
| The Institute of Civil Defence and Disaster Studies (ICDDS), Vereinigtes Königreich          | The Institute of Civil Defence and Disaster Studies (ICDDS), Vereinigtes Königreich          | The Institute of Civil Defence and Disaster Studies (ICDDS), Vereinigtes Königreich          | 02.11.2000                    |
| Union Suisse pour la Protection Civile (USPC), Schweiz                                       | Union Suisse pour la Protection Civile (USPC), Schweiz                                       | Union Suisse pour la Protection Civile (USPC), Schweiz                                       | 04.10.2002                    |
| World Agency of Planetary Monitoring and Earthquake Risk Reduction (WAPMERR), Russland       | World Agency of Planetary Monitoring and Earthquake Risk Reduction (WAPMERR), Russland       | World Agency of Planetary Monitoring and Earthquake Risk Reduction (WAPMERR), Russland       | 04.10.2002                    |
| Scientific and Production Center – Rescue Equipment, Russland                                | Scientific and Production Center – Rescue Equipment, Russland                                | Scientific and Production Center – Rescue Equipment, Russland                                | 23.11.2006                    |

## Struktur
Die ICDO besteht aus drei Organen: einer Versammlung (General Assembly), einem Rat (Executive Council) und einem Sekretariat. Der Rat kann weitere Kommission errichten, sofern er dies für die Verwirklichung der Organisationsziele für angemessen erachtet.
- General Assembly. In der Versammlung sind alle Mitgliedstaaten vertreten. Der Vorsitz wird derzeit von Senegal wahrgenommen, Stellvertreter ist Pakistan.
- Executive Council. Die Generalversammlung wählt für jeweils vier Jahre die Mitglieder des Rates; alle zwei Jahre wird die Hälfte der Mitglieder ersetzt. Derzeit sind folgende Länder vertreten: Ägypten, Algerien, Benin, Côte d'Ivoire,  Ghana, Haiti, Jordanien, Kamerun, Mauretanien, Niger, Pakistan, Russische Föderation, Saudi-Arabien, Senegal, Syrien,  Sudan und die Volksrepublik China. Dem Rat sitzt gegenwärtig Algerien vor, vertreten von Benin.
- Sekretariat. Das Sekretariat umfasst den Generalsekretär sowie das sonstige Personal.

## Verweise